# Leandro Duarte Rust
Leandro Duarte Rust é um historiador e medievalista brasileiro, especializado na história do papado.

## Formação e carreira
Graduou-se em História pela Universidade Federal de Juiz de Fora (UFJF), em 2002. Realizou mestrado em História Comparada pela Universidade Federal do Rio de Janeiro (UFRJ) e Doutorado em História Social pela Universidade Federal Fluminense (UFF). Sua tese de doutorado "Colunas Vivas de São Pedro": concílios, temporalidades e reforma na história institucional do Papado medieval (1046-1215) foi defendida em 2010, sob orientação de Mário Jorge da Motta Bastos.
Realizou dois pós-doutoramentos, um pela Universidade de São Paulo (USP), em 2012, e um na Catholic University of America (CUA), entre 2015 e 2016.
É professor efetivo do Departamento de História da Universidade de Brasília desde 2019, é um dos pesquisadores fundadores do Vivarium - Laboratório de Estudos da Antiguidade e do Medievo. Atuou como professor da Universidade Federal do Mato Grosso, entre 2009 e 2019. Foi professor visitante na Universidade Federal de Minas Gerais (2019) e na Universidade de Brasília.

## Publicações
- Colunas de São Pedro: a política papal na Idade Média central. 1 ed. São Paulo: Annablume, 2011, 570p.[4]
- A Reforma Papal (1050-1150): trajetórias e críticas de uma história. 1 ed. Cuiabá: EdUFMT, 2013, 246p.[5]
- Mitos Papais: política e imaginação na história. 1ed. Petrópolis: Vozes, 2015, 248p.[6]
- Bispos Guerreiros: violência e fé antes das cruzadas. 1. ed. Petrópolis: Vozes, 2018. 316p.[7]
- Os Vikings: narrativas da violência na Idade Média. 1. ed. Petrópolis: Vozes, 2021. 272p.[8]
- O Homem que foi Três Vezes Papa. 1. ed. Petrópolis: Vozes, 2023. 208p .[9]